# Краузенек, Вильгельм фон
Иоганн Вильгельм фон Краузенек (нем. Johann Wilhelm von Krauseneck; 13 октября 1774, Байрейт — 2 ноября 1850, Берлин) — генерал-фельдмаршал, начальник Генерального штаба прусской армии в 1829-1848 годах и член Государственного совета Пруссии.

## Биография
Родился 13 октября 1774 года в Байрейте. В 1791 году был зачислен в артиллерийский гарнизон крепости Плассенбург, там он впервые проявил свои способности в математике и рисовании. Состоял для особых поручений при начальнике картграфической службы Иоганне Кристофе Штирляйне и принимал участие в топографических съёмках.
Во время Первой коалиционной войны Краузенек состоял в числе топографов при штабе Фридриха Людвига Гогенлоэ-Ингельфингена, за отличие был произведён в подпоручики по артиллерии. В 1803 году получил чин штабс-капитана.
Во время кампании 1806—1807 годов Краузенек отличился в сражении с французами при Прейсиш-Эйлау, за что был награждён орденом Pour le Mérite.
В 1808 году Краузенек был произведён в майоры и назначен в 3-й Восточно-Прусский пехотный полк. В 1809 году получил в командование батальон Потсдамских фузильеров гвардейского пехотного полка.
В 1812 году Краузенек был назначен комендантом крепости Грауденц, а с открытием военных действий против Франции в 1813 году он командовал штабом корпуса Блюхера. Здесь он принимал участие во множестве сражений с французами. В 1814 году назначен комендантом крепости Майнц, но в конце года подал в отставку. Однако вместо этого он был произведён в генерал-майоры и награждён орденом Красного орла. В кампании Ста дней Краузенек отличился в битве при Вавре, где командовал 10-й пехотной бригадой.
В 1823 году был уже командиром 6-й пехотной дивизии (3-го армейского корпуса) в Торгау. В 1824 году произведён в генерал-лейтенанты. 
В 1829 году Краузенек был назначен начальником Генерального штаба прусской армии. На этой должности он основное внимание уделил развитию военной топографии, астрономическим исследованиям и армейской телеграфной службе.
2 октября 1837 году он был включён в число членов Государственного совета Пруссии. 30 марта 1838 года произведён в генералы от инфантерии.
В 1840 году награждён орденом Чёрного орла. 12 сентября 1842 назначен шефом 4-го пехотного полка в Данциге.
6 сентября 1843 года был награждён орденом Св. Андрея Первозванного.
1 мая 1848 года Краузенек вышел в отставку и скончался 2 ноября 1850 года в Берлине.

## Награды
Королевства Пруссия:

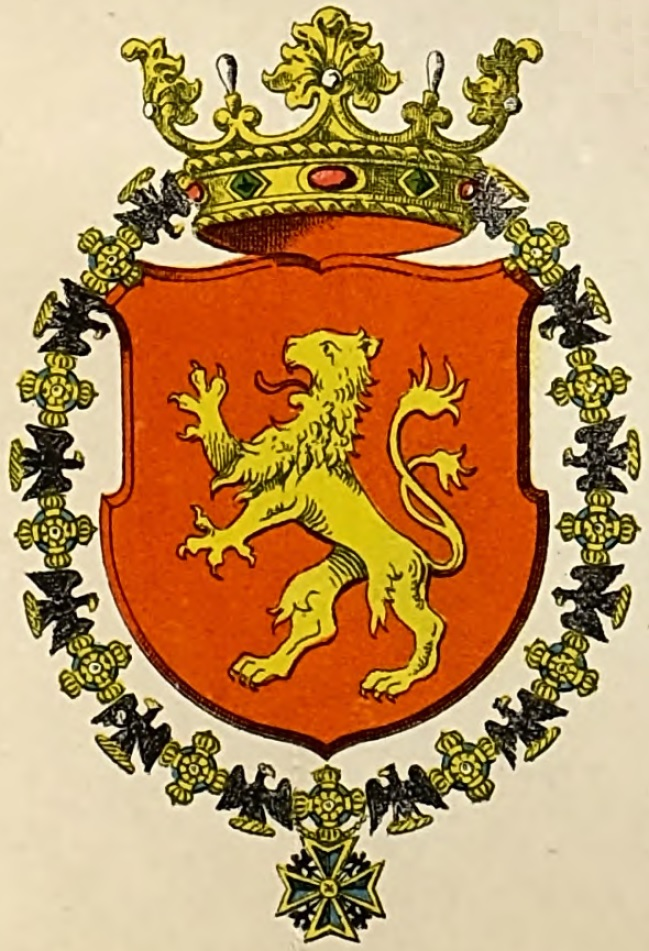
Герб генерала от инфантерии Иоганна Вильгельма фон Краузенека с цепью ордена Чёрного орла

- Орден «Pour le Mérite» (21 февраля 1807)[5]; дубовые листья (2 октября 1815)[6]
- Железный крест 1-го класса и 2-го класса на чёрно ленте (25 марта 1814)[7]
- Орден Красного орла 3-го класса[8]
- Орден Красного орла 2-го класса с дубовыми листьями[9]
- Крест за выслугу лет[нем.] (1825)
- Орден Красного орла 1-го класса с дубовыми листьями (1827)[10]
- Орден Чёрного орла (18 января 1840); бриллиантовые знаки (31 марта 1842)[11]; цепь ордена (10 апреля 1847)[12]

Российской империи:
- Орден Святой Анны 2-й степени[13]
- Орден Святой Анны 1-й степени с императорской короной (4 декабря 1834)[14]
- Орден Святого Александра Невского (6 октября 1835)[15]
- Орден Белого орла 6 сентября 1843)[16]
- Орден Святого апостола Андрея Первозванного (6 сентября 1843)[17]

Прочие:
- Орден Людвига большой крест (великое герцогство Гессен)[18]
- Австрийский императорский орден Леопольда командорский крест (Австрийская империя)